# Lőrincz Lajos műveinek listája
Az alábbi lista Lőrincz Lajos közigazgatás-tudós munkáit tartalmazza.

## Monográfiák

### Egyszerzős monográfiák
A tudományos kutatások állami irányítása, Akadémiai Kiadó, Bp. 1969. 260. (Kandidátusi értekezése könyvalakban).
A közigazgatás jellege és határai, [Akadémiai doktori értekezés, gépelt kézirat], Bp. 1978. 298 lev.
A közigazgatás kapcsolata a gazdasággal és a politikával, Közigazgatási és Jogi Könyvkiadó, Bp. 1981. 250. (Akadémiai doktori értekezése könyvalakban).
Magyar közigazgatás: Dilemmák és perspektíva, Akadémiai Kiadó, Bp.1988. 108. Jogtudományi értekezések sorozat.
A közigazgatás alapintézményei, HVG-Orac, Bp., 1. kiadás 2005. 2. kiadás 2007. 406.

### Társszerzős monográfiák
A tudomány néhány elméleti kérdése, (Bóna Ervin-Farkas János-Klár János-Paczolay Gyula szerzőtársakkal), Tudományszervezési füzetek 6. Akadémiai Kiadó, Bp. 1970. 291.
A közigazgatás kutatásának tudományos irányzatai, (Nagy Endre és Szamel Lajos társszerzőkkel), KJK. Bp., 1976. 9-62; 169-232; 335-378 pp; 471.
Közigazgatás és politika, (Lakos László-Raft Miklós-Schmidt Péter társszerzőkkel), A közigazgatás alapintézményei, HVG-Orac, Bp., 1. kiadás 2005. 2. kiadás 2007. 406. Bp., Kossuth Kiadó, 1980. 233.
Közigazgatás-tudományi antológia, (szerkesztő és társszerző) 1. kiadás Unió, Bp. 1994. 224., 163. (két kötetben), 2. kiadás Unió, Bp. 1996. 224., 176. (két kötetben), 3. kiadás uo. 2000., 4. kiadás uo. 2003., 5. kiadás HVG Orac, Bp. 2007 392. (egy kötetben).
A közigazgatás-tudomány alapjai, (Takács Alberttal) 1. kiadás 1996. 2. bővített és átdolgozott kiadás, Bp., 2001. Rejtjel Kiadó, 254.
Közigazgatás az Európai Unió tagállamaiban. Összehasonlító közigazgatás, (Szerkesztő és szerző, Balázs István-Bordás Mária-Hajnal György-Halász Iván-Hoffman István-Imre Miklós-Koi Gyula-Mikó Zoltán-Temesi István társszerzőkkel). Bp. 2006. Unió kiadó, 574.
Közigazgatási jog, (György István-Lövétei István-Szamel Katalin-Temesi István szerzőtársakkal, szerző és szerkesztő). HVG-orac, Bp. 2007. 265.

## Szerkesztett kötetek
A magyar közigazgatás-tudomány klasszikusai, 1874-1947, KJK., Bp. 1988. 346. (Szamel Katalin és Lövétei István társszerzőkkel, szerző /bevezetés/ és szerkesztő).
Tanulmányok a fővárosi önkormányzat történetéből, előszó Fővárosi Önkormányzat, Bp.1991. 386.
A kincstári javak és kezelése, Előszó, ÁF. kiadvány, 1992. 146.
Korszerűsítési lehetőségek és kényszerek a magyar közigazgatásban, Államigazgatási Főiskola, 1998. 197.
Fehér Zoltán- Németh Gyula-Pécsváradi János: Eljárási jog a közigazgatásban, (Szerkesztő) Unió, Bp. 1. kiadás 1992. 368. 2. kiadás (átdolg. Back András-Dantesz Péter-Lövétei István) 1998. 448.
Back András- Boros Anita-Dantesz Péter-Lövétei István-Papp Zsigmond: A közigazgatási eljárásjog, (Szerkesztő) HVG Orac, Bp. 2005, 711.
OECD: Hogyan korszerűsítsük a közigazgatást? A követendő út. Szerkesztő-lektor: Lőrincz Lajos. A kötetet fordította: Kincses László-Koi Gyula. Az eredetiben nem szereplő, a kötet angol és francia kiadására vonatkozó (az egyéb idegen nyelvű változatokban nem szereplő) tanulmányokat fordította: Linder Viktória. A mutatókat készítette, és technikai szerkesztőként közreműködött: Koi Gyula. Budapest, 2009. 291. OECD-MTA Jogtudományi Intézete.

## Kisebb önálló kiadványként megjelent publikációk
L’organisation gouvernementale et administrative de la recherche scientifique en Hongrie (A 15. Congrés International des Sciences Administratives-ra készült referátum) Bp.MTA KESZ 1971. 10.
Problémes actuels concernent les personnels dirigents du secteur public. (Társszerzővel) A Congrés International des Sciences Administrative XVII.kongresszusának magyar referátuma. Budapest, 1977. MTA KESZ 31.
A főváros és a kormányzat viszonya. Bp., 1993. (Fővárosi közigazgatási reform. Háttértanulmányok 10.) 18.
A közigazgatás központi szervei. Államigazgatási Főiskola, Bp. 1993. 72.
A közigazgatás társadalmi környezete. Államigazgatási Főiskola, Bp. 1993. 42.
Összehasonlítás a közigazgatás kutatásában. Székfoglalók a Magyar Tudományos Akadémián. [MTA rendes tagi székfoglaló]. Különlenyomat a Székfoglalók 1995-1998. III-V. kötetéből. MTA, Bp. 2000. 13.
A helyi igazgatás, BKÁE Államigazgatási Kar házinyomdája, Bp.2001. 47.

## Könyvfejezetek
Gazdasági, szociális és kulturális jogok, in: Az állampolgárok alapjogai és kötelességei (Garancsy Mihálynéval és Trócsányi Lászlóval közösen). Akadémiai Kiadó, Bp. 1965. 231-266.
A művelődéshez való jog, in. Az állampolgárok alapjogai és kötelezettségei, 295-332. (Garancsy Mihálynéval és Trócsányi Lászlóval közösen).
Az egészségvédelemhez és az anyagi ellátottsághoz való jog, 323-350 in. Az állampolgárok alapjogai és kötelezettsége, (Garancsy Mihálynéval és Trócsányi Lászlóval közösen) 323-350.
Economic, social and cultural rights, in Socialist Concept of Human Rights, Akadémiai Kiadó, Bp. 1965. 197-226.
Hozzászólás, in Kovács István (ed.): A szocialista alkotmányok fejlődése, KJK, Bp. 1966. 138-141.
Publicsnaja adminisztracija – upravlenyije predprijatyijami. in. Les orientations principales des recherches sur l’administration publique, MTA Állam- és Jogtudományi Intézetének kiadványa, Bp. 1977. 33-42.
A kormányzás rendszerének és módszereinek változásai a fejlett tőkés országokban, in Kilényi Géza (ed.): Tanulmányok a kormányzati tevékenység továbbfejlesztéséről I. köt. Ny. n. (Sokszorosítvány), Bp. 1983. 5-44.
A kormányzat rendszerének változásai a szocialista országokban, in Kilényi Géza (ed.): Tanulmányok a kormányzati tevékenység továbbfejlesztéséről I. köt. Ny. n. (Sokszorosítvány), Bp. 1983. 45-86.
On the economic and political determinants of public administration, in Politics and Public Administration in Hungary, 1985. Bp.71-107.
Az államfő és a kormány. Az igazságszolgáltatás és az ügyészség. Alkotmányjogi füzetek 5-6. 29-35. Bp., Építésgazdasági és Szervezési Intézet 1989. 128.
Az új alkotmány szabályozási tárgyairól, in. Alkotmány és alkotmányosság, Akadémiai Kiadó, Bp. 1989. 123-129.
Les droits sociaux et les réformes économiques dans les pays socialistes, in: Les droits de l’homme: universalité et renouveau, L’Harmattan, Paris, 1990. 184-194.
The Fiscal Devolution Process. in Hungary Will Decentralization Succeed, Shirley Williams-Robert P.Beschel Cambridge, Massachusetts, 1991. Harvard University, Project Liberty 61-77.
On the economic and political determinants of Public Administration, in Policies and Public Administration in Hungary, 1992. 71-107.
Stability and changement in Public Administration, in Problems of Constitutional Development, (Szerk: Rácz Attila) Akadémiai Kiadó, Bp. 1993.
Az amerikai közigazgatás kutatásának irányzatai, in Közigazgatás-tudományi antológia, Első kötet, Unió kiadó, Bp. 1994. 11-37. második 1998, harmadik kiadás 2002.
Irányzatok a francia közigazgatás vizsgálatában, Közigazgatás-tudományi antológia, Második kötet, Unió kiadó, 1994., 151-169. második kiadás 1998, harmadik kiadás 2002.
Közigazgatási szakemberképzési modellek, in Magyar közszolgálat 123-129.
A szocialista zsákmányrendszertől a merit-system küszöbéig. Bp.1995, in Magyar közszolgálat, ÁF Házinyomdája, 85-113.
A személyzetpolitika modernizációja a közigazgatásban. A korszerű közigazgatás, a Magyar Közigazgatási Kamara kiadványa, Bp.1995. 64-72.
Közigazgatás: tegnap, ma, holnap, Szentpéteri István Emlékkönyv, Szeged, 1996. 341-356.
A közigazgatás létszámáról, in. A magyar közigazgatás korszerűsítésének elvi és gyakorlati kérdései, UNIÓ Kiadó, 1996. 205-209.
A közigazgatás és személyi állománya, IV. Országos Jegyző konferencia, Magyar Közigazgatási Kar kiadványa, Kaposvár, 1996. 240-244.
A végrehajtó hatalom az alkotmányozási elvekben, in Konferencia az új alkotmány szabályozási elveiről. SZEF-Könyvek sorozat 3. SZEF Kiadó, Bp. 1996. 30-38.
A magyar közigazgatás és az európai integráció, in Negyedik magyar jogászgyűlés, Magyar Jogász Egylet, Bp.1998. 351-363.
Választási lehetőségek a külföldi tapasztalatok átvételében: a választást determináló tényezők, in Közigazgatás és társadalom, Magyar Közigazgatási Kar, 1998. 224-230.
Administrative Law, in Introduction to Hungarian Law, ed A.Harmathy, Kluwer, The Hague, London, Boston, 1998. 39-50.
Independent and neutral civil service: possibility and obstacles, in Panstwo prawa – Administracja, Sadowicturo Warszava, 1999. 177-188.
Helyi igazgatás: elvek és fogalmak. In Van és legyen a jogban, Közgazdasági és Jogi Könyvkiadó, 1999. 181-200.
Modernizációs kísérletezések tapasztalatai Magyarországon, Konferencia a magyar közigazgatás jövőjéről, SZEF kiadó, Bp. 1999. 32-37.
A kutatás és a műszaki fejlesztés igazgatása (Kőhalmy Zsolttal). in. Magyar közigazgatási jog különös rész európai uniós kitekintéssel (szerk. Ficzere Lajos-Forgács Imre). Osiris, Bp. 1999. 348-363.
A decentralizáció apályai és dagályai. in. Egy évtized önkormányzati mérlege és a jövő kilátásai, Budapest, 2000. 102-108.
A közigazgatás törvényessége, jogszerűsége, eredményessége, in. A közigazgatás törvényessége, Szerk.Csefkó Ferenc, Pécs, 2000. 155-166.
European integration - Hungarian public administration, in Studies on Common European Administration, Bp.2000. 321-336.
A magyar közigazgatás múltja, jelene és jövője, in A 20. század mérlege, a 21. század esélyei, Komárom, 2000. 61-69.
Változások a köztisztviselői személyzeti politikában, Magyar Közigazgatási Kar, 2000. 136-138.
Kovács István (1921-1990) in Emlékbeszédek az MTA elhunyt tagjai felett 1999-2000, Bp. 2001. MTA 3-11.
A hazai jogászképzés aktuális kérdései, in A jogászképzés múltja, jelene és jövője, ELTE, 2003. 339-351.
Új tendenciák a közigazgatási szakemberképzés nemzetközi gyakorlatában, in A jogászképzés múltja, jelene és jövője, ELTE, 2003. 119-124.
A kutatás és a technológiai innováció igazgatása. (Lippényi Tivadarral), in. Magyar közigazgatási jog különös rész európai uniós kitekintéssel (szerk. Ficzere Lajos-Forgács Imre). Osiris, Bp. 2004. 364-382.
Előszó, in.: Összehasonlító közigazgatás. Szerk.: Lőrincz Lajos, Unió kiadó, Budapest, 2006, 5.
Összehasonlítás a közigazgatásban, in.: Összehasonlító közigazgatás. Szerk.: Lőrincz Lajos, Unió kiadó, Budapest, 2006, 7-20.
A francia közigazgatás, in.: Közigazgatás az Európai Unió tagállamaiban. Összehasonlító közigazgatás. Szerk.: Lőrincz Lajos, Unió kiadó, Budapest, 2006, 139-170.
L’influences étrangères sur l’administration hongroise. 346-358. In: Memoires en honneur Michel Lesage. Paris, 2006.

## Tanulmányok
Közigazgatási területbeosztás a szocialista országokban, Állam- és Jogtudományi Intézet értesítője, 1961. 2. sz. 223-240.
Kulturális jogok a népi demokratikus országok alkotmányaiban. Állam-és Igazgatás 1961. 12. sz. 912-921.
La loi sur le systeme de l’enseignement, Revue de droit hongrois, 1962. 1. szám 38-42.
The Act on the educational system of the Hungarian People’s Republic: an outstanding event in socialist legislation. Hungarian Law Review, 1962. 1. sz. 30-39.
Vidajuscseeszja dosztizsenyije szocialiszticseszkovo zakonnodatelsztva-zakon o sziszteme narodnovo obrazovanija v Vengerszkoj Narodnoj Reszpublike. Obzor Vengerszkovo Prava 1962. 1. sz. 31-49.
A gazdasági, szociális, kulturális jogokról. Állam- és Jogtudomány, 1963. 1. sz. 43-89.
Az állampolgárok kulturális jogainak szabályozása a szocialista alkotmányokban. Állam és Igazgatás, 1963. 4. sz.
A tudományos élet országos irányító szervei az európai szocialista országokban, in Állam-és Jogtudomány 1965. 387-409.
A tudományos kutatások állami irányításának szervezete és eszközei a tőkés országokban. MTA IX. Osztályának közleményei, 1. sz. 1966. 127-166.
Science of Science tudományszervezés, tudománypolitika, Magyar Tudomány, 1967. 6. sz. 398-405.
A tudományos forradalom hatása az államszervezet fejlődésére. Állam és Igazgatás, 1968. 11. sz. 1011-1018.
A tudományos kutatások irányításáról és igazgatásáról. Magyar Tudomány, 1968. 7-8. sz. 483-490.
A tudományos intézmények és a jogi szabályozás, Állam- és Jogtudomány, 1968. 1. szám 32-55.
A hatósági bizonyítványok kiadásának újabb tapasztalatai. Állam-és Igazgatás, 1969. 10. sz. 942-951.
Az ideiglenes Nemzetgyűlés megalakulásának jelentősége. Állam- és Jogtudomány, 1970. 2. szám 359-361.
A közigazgatás tudományos vizsgálata az Amerikai Egyesült Államokban. Állam- és Jogtudomány, 1972. 1. sz. 107-137.
Közigazgatási szakemberképzés az amerikai egyetemeken. Állam- és Igazgatás, 1972. 6. szám, 524-534.
A tudományos kutatások irányításának rendszere Magyarországon. Gazdaság és Jogtudomány, 1973. 71-79.
A közigazgatás tanulmányozásának szociológiai és közigazgatás-tudományi irányzata Franciaországban. Állam- és Jogtudomány, 1973. 588-610.
A szovjet igazgatástudomány fejlődése és helyzete. Állam- és Jogtudomány, 1974. 201-229.
A magyar közigazgatás fejlesztésének tudományos megalapozása. Állam- és Igazgatás, 1975. 1012-1021.
A közigazgatás és a vállalatigazgatás. Állam- és Jogtudomány, 1975. 243-265.
A szocialista közigazgatás és a termelés közvetlen igazgatása. Állam- és Jogtudomány, 1976. 279-308.
A közigazgatás kutatásának tudományos irányzatai, Közgazdasági és Jogi Könyvkiadó, Budapest, 1976. 9-62; 169-232; 335-378.
A szovjet államigazgatás fejlődésének hatvan éve. Társadalmi Szemle, 1977. 6. sz.
Socialist public administration and the direct management of production, Acta Juridica, 1977. 363-386.
A közigazgatás gazdasági és politikai meghatározottsága. Állam- és Jogtudomány, 1977. 4. szám.
Naucsnoje isszledovanije razvitija goszudarsztvennogo upravlennyija v VNR, Szovjetszkoje Goszudarsztvo i Pravo, 1978. 2. sz. 77-81.
Direct management of socialist public administration and production, in Some issues of the political system in Hungary 1979. 104-127.
A szocialista államigazgatás szerepe és a közigazgatás fejlesztésének tudományos megalapozása, Politikai Főiskolai Közlemények 1981. 2-3. sz. 136-142.
Karrier-rendszer a közigazgatásban, Jogtudományi Közlöny, 1982. 3. szám. 161-168.
A közigazgatási szakemberképzés eredményei és gondjai. Állam- és Igazgatás, 1983. 2. szám
A közigazgatás jelene és fejlesztésének lehetőségei. Állam- és Jogtudomány, 1983. 1. szám.
A kormányzás formái a szocialista országokban. Jogtudományi Közlöny, 1983. 4. szám 300-310.
Carreer system in public administration, Acta Juridica, 1983. 3-4. sz. 371-385.
A kormányzás eszközei és formái a fejlett tőkés országokban. Állam- és Igazgatás, 1984. 2. szám
L’état actuel de l’administration en Hongrie, Acta Juridica, 1985. 1-2. sz. 75-110.
Les modes d’action de l’administration dans sa relation avec le public, Revue international des sciences administratives, 1986. 1. sz. 47-55.
Modernizáció és reform a közigazgatásban. Jogtudományi Közlöny, 1986. 5. szám 207-212.
A közigazgatás személyzeti politikájának fejlődése a második világháború után, Acta Academiae Administrations rei publicae, Tomus III. 3-23.
The role of public administration as reflected in constitution, in Etudes de droit constitutional hongrois, Bp. 1987. 88-98.
A közigazgatás szerepkörének tükröződése a magyar alkotmányban. Jogtudományi Közlöny, 1987. 7. szám, 340-351.
Viranomaisten rooli Itä-Euroopassa, Hallinto, 1987. 5. sz. 21-24.
A közigazgatás modernizálásának személyi feltételei. Állam és Igazgatás, 1988. 12. szám
Le droit administratif en Hongrie, Revue international de droit comparé, 1989. 4. sz. 873-877.
Les droits sociaux et les réformes économiques dans les pays socialistes, Revue de l’Association Internationale des Juristes Démocrates, 1989. 2. szám 19-28.
Állandóság és változás a közigazgatásban, Magyar Közigazgatás, 1991. 12. szám
L’amministrazione locale in Ungheria, Regione e Governo Locale, 1991/6. sz. 927-944.
La Ve République et son administration vue de Hongrie, Espoir, 1992. szept. 93-96.
Réforme constitutionelle et administrative en Hongrie, Revue d’études comparatives Est-Ouest, 1992. 4. sz. 49-63.
A köztisztviselők, közalkalmazottak képzése, továbbképzése, in. Korszerűsítés, reform, modernizáció? Alapítvány a magyarországi önkormmányzatokért, Bp. 1993. 82-85.
A kormányzás rendszerének és módszereinek változásai néhány országban, in Tanulmányok a kormány döntési rendszeréről, Közgazdasági és Jogi Könyvkiadó, 1994. 9-29.
A magyar köztisztviselői kar és a személyi állománnyal kapcsolatos problémák, Info-társadalomtudomány, 31. sz. 1994. 33-41.
A közigazgatás hazai fejlődésének fő irányai, Magyar Tudomány, 1994. 11. szám 1313-1318.
A magyar köztisztviselői kar és a személyi állománnyal kapcsolatos problémák. INFO-Társadalomtudomány, 31. szám, 1994. 33-41.
Magyary Zoltán munkássága nemzetközi összehasonlításban, Magyar Közigazgatás, 1995. 4. szám, 241-245.
Az önkormányzatok szerepe és legfontosabb közigazgatási feladatai. Fővárosi közigazgatási füzetek 1995. 1-10.
A független és semleges közszolgálat lehetősége Magyarországon: eredmények hiányosságok, perspektívák. Társadalomkutatás, 1997. 1-2. sz. 45-55.
Public Administration: Yesterday, today, tomorrow. Acta Juridica, Vol. 1997. No. 1-2. 1-17.
A közszolgálat átalakulása Magyarországon, Ezredforduló, 1998. 3. sz. 27-30.
Európai integráció-magyar közigazgatás, Magyar Közigazgatás 1998. 7. sz. 402-406.
Összehasonlítás a közigazgatásban, Magyar Közigazgatás, 1999. 5. sz. 225-231.
Közigazgatás: tegnap, ma, holnap, Tér és társadalom, 1999. 3. sz. 3-19.
Kiválasztás a közigazgatásban, Magyar Közigazgatás, 2000. 6. sz. 321-337 pp, 8. sz. 449-456.
Külföldi hatások a magyar közigazgatásban, Európai Közigazgatási Szemle, 2001. 1. sz. 4-8.
Külföldi próbálkozások a közigazgatás-tudományi szemlélet érvényesítésére az igazságszolgáltatásban, Jogtudományi Közlöny, 2003. 2. sz. 101-106.
A magyar jogászképzés néhány gondjáról, Magyar közigazgatás, 2003. 6. sz. 321-327.
Új irányzatok a közigazgatás fejlődésében, Magyar közigazgatás, 2003. 12. sz. 705-710.
Európai integráció – magyar közigazgatási reformok, Európai tükör 2005. 12. szám 16-23.
A hatékony állam, Magyar Közigazgatás, 2005. 8. szám 489-493.
A közigazgatási jog változásai, Magyar Közigazgatás, 2006. 6. szám.
Közigazgatási reformok: mítoszok és realitás, Közigazgatási Szemle, 2007. 2. szám. 3-13.

## Recenziók, tanácskozásismertetések
Cshikvadze-Zivsz: Az állam kérdésében jelentkező mai reformista és revízionista nézetek ellen. [Recenzió]. Állam-és Igazgatás, 1960. 3. sz. 227-232.
„Dr. Hencz Aurél: A művelődési intézmények és a művelődésigazgatás fejlődése 1945-1961” [Recenzió]. Állam-és Igazgatás, 1962. 627-629.
Nemzetközi államjogi konferencia Szegeden [1964. december 9-11.]. Jogtudományi Közlöny, 1965. 1. sz. 32-40.
Nemzetközi konferencia a szocialista alkotmányfejlődés kérdéseiről [Szeged, 1964. december 9-11.]. (Rácz Attila társszerzővel). MTA IX. Osztályának közleményei 14. kötet 1965. 255-272.
A szegedi államjogi konferenciáról [1964. december 9-11.]. (Rácz Attila társszerzővel). Állam-és Jogtudomány 1965. 2. sz. 127-141.
Tudományos ülésszak a szocialista demokrácia hazai problémáiról. Állam-és Igazgatás 1965. 12. sz. 1080-1089.
Az Állam-és Jogtudományi Intézet Jogösszehasonlító Osztályának kiadványai. [Recenzió]. Állam-és Igazgatás 1966. 5. sz. 478-480.
ENSZ szeminárium a gazdasági, szociális, kulturális jogokról. Állam-és Igazgatás 1968. 1. sz. 68-74.
A területszervezés európai problémái. [Ismertető összefoglalás francia nyelvű szöveg alapján]. Jogi Tudósító 1970/1-2. sz. 1-3.
Naucsnie osznovi goszudarsztvennovo upralevnyija v SZSZSZR. Moszkva, Izdatelsztvo „Nauka” 1968. 440 p. [Recenzió]. Állam-és Jogtudomány, 1971. 1. sz. 123-126.
Naucsnie osznovi goszudarsztvennovo upralevnyija v SZSZSZR. Moszkva, Izdatelsztvo „Nauka” 1968. 440 p. [Recenzió orosz nyelven]. Acta Juridica, 1971. 263-265.
Konferencia a tudományos kutatások igazgatási és jogi kérdéseiről [Budapest, 1972. október 11-13.], Magyar Tudomány, 1973. 117-122.
A közigazgatás kutatásának szervezéstudományi irányzata. Az MTA Szervezéstudományi Bizottságának 1973. január 30-i vitaülése. Gazdaság-és Jogtudomány, 1973. 153-157.
A közigazgatás-történeti konferenciáról (Siklós, 1972. május 18-20.), Állam-és Jogtudomány, 1973. 1. sz. 98-99.
Szentpéteri István: Az igazgatástudomány szervezéselméleti alapjai. Budapest, Akadémiai Kiadó, 1974. 449 p. Állam-és Jogtudomány, 1974. 525-531.